# Star Trek: New Worlds
Star Trek: New Worlds est un jeu vidéo de stratégie en temps réel développé par 14 Degrees East et publié par Interplay en 2000 sur Windows.

## Développement
Un portage sur Dreamcast a été annulé, il était développé par Runecraft.

## Accueil
| Star Trek: New Worlds |      |       |
| Média                 | Pays | Notes |
| Computer Gaming World | US   | 1/5   |
| Gamekult              | FR   | 6/10  |
| GameSpot              | US   | 40 %  |
| Gen4                  | FR   | 11/20 |
| Jeuxvideo.com         | FR   | 9/20  |
| Joystick              | FR   | 84 %  |
| PC Gamer US           | US   | 55 %  |
| PC Zone               | US   | 55 %  |